# Campanile di Masullas
Il campanile di Masullas sorge sul lato orientale della Chiesa della Beata Vergine delle Grazie, la chiesa più importante di Masullas, ed è uno dei campanili più alti della Sardegna.

## Storia
Il campanile è stato realizzato nei primi del 1800, in sostituzione della vecchia torre campanaria presente nel paese (costruita nel XVI secolo) e nel 2014 è stato oggetto di importanti interventi di restauro.